# 布蘭斯科縣

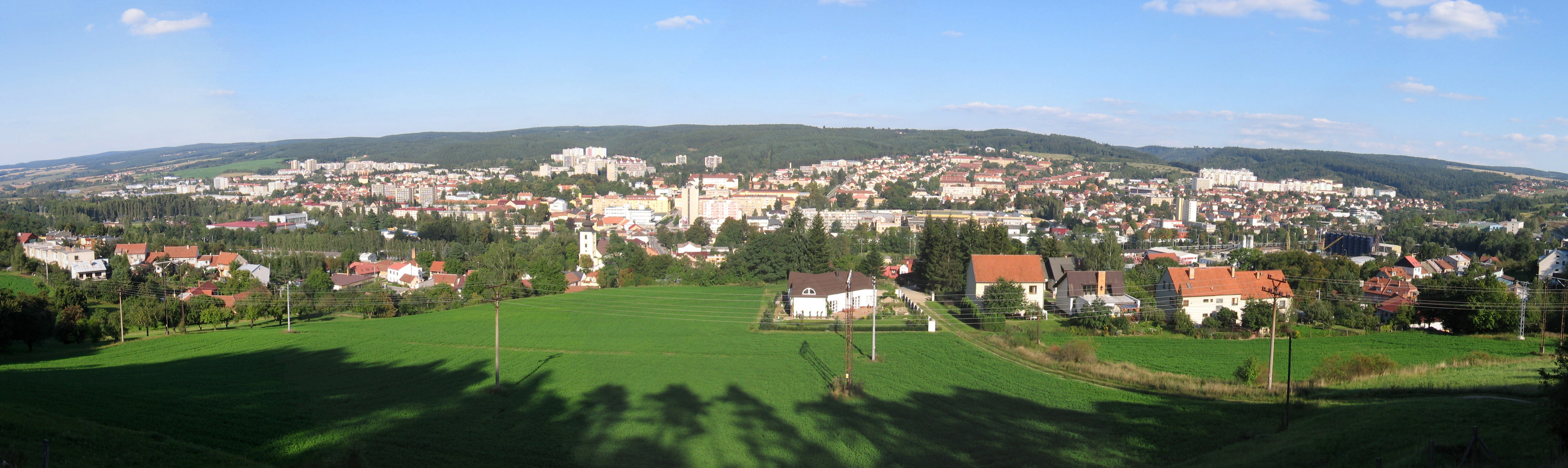

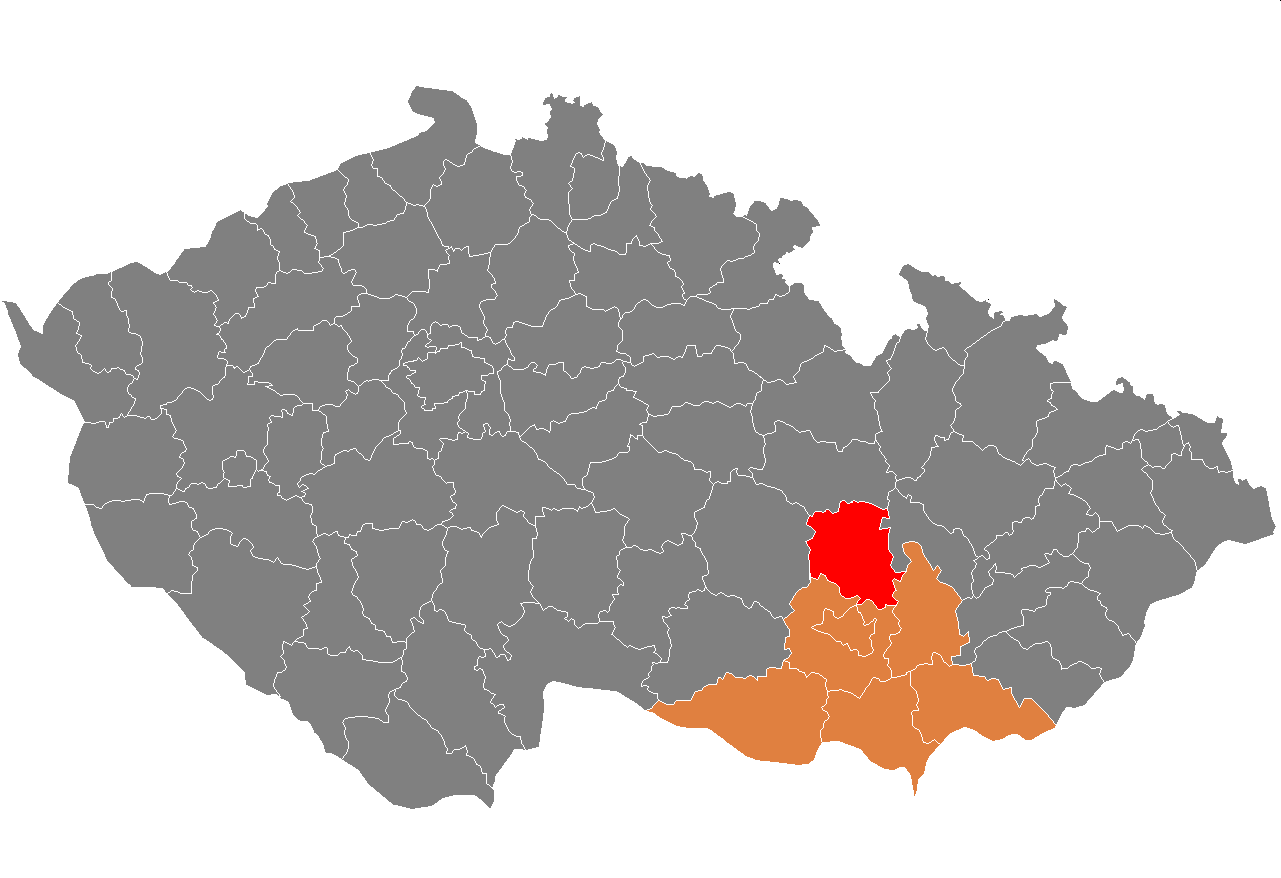

49°21′48″N 16°38′41″E / 49.36333°N 16.64472°E
布蘭斯科縣（捷克語：Okres Blansko），是捷克的縣份，位於該國東南部，由南摩拉維亞州負責管轄，首府設於布蘭斯科，面積863平方公里，2007年人口104,535，人口密度每平方公里121人。